# Diplacina smaragdina
Diplacina smaragdina – gatunek ważki z rodziny ważkowatych (Libellulidae).